# Ante Pavelić (1869–1938)
Ante Pavelić (Gospić, 1869. május 19. – Zágráb, 1938. február 11.) horvát politikus, eredeti foglalkozását tekintve fogorvos volt. Annak érdekében, hogy megkülönböztessék a Független Horvát Állam (NDH) későbbi, azonos névvel rendelkező vezetőjétől, a szakirodalom néha Ante Pavelić stariji vagy zubar (idősebb, vagy fogorvos) néven említi.

## Élete és pályafutása
Pavelić 1869. május 19-én született a likai Gospićban. 1896-ban Bécsben doktorált az orvosi egyetemen, majd 1897-től fogorvosként dolgozott Zágrábban. A Tiszta Jogok Pártja képviseletében 1906-tól lett a horvát parlament tagja. A Tiszta Jogok Pártja vezetője, amelyhez Pavelić tartozott akkoriban Josip Frank volt. 1906 végén a párt szakadás előtt állt, aminek számos oka volt. Frankot bírálták azért, mert a vezetés tudta nélkül tárgyalt egy magyar miniszterrel, a keresztényszociálisok vezetőjével, Karl Luegerrel, valamint az ún. „Argus”-cikkek miatt is, amelyekben Frano Supilót azzal vádolták, hogy „Belgrád zsoldosa”. Frank ellenfelei Mile Starčević és Ante Pavelić voltak, akik azt akarták, hogy Frank a saját érdekeit szolgáló cselekedetei miatt lépjen vissza, és adja át a Hrvatsko Pravo című újságot a párt tulajdonába. Frank, akinek saját emberei hátat fordítottak, kiállt a Ferenc Ferdinánd körüli nagy osztrák kör mellett, ezért, hogy a horvátok lakta földek és Bosznia-Hercegovina a Monarchián belül adminisztratív egységként egyesüljenek, a horvát kérdés megoldását szorgalmazta, amit Mile Starčević hívei, a „milinovcik”, köztük Ante Starčević, a szabad és független Horvátországról szóló eszményei elárulásának tekintettek, mert feladta a független horvát állam gondolatát. Ezt követően sok frankista elhagyta a pártot.
Amikor az 1908-as választásokon a Tiszta Jogok Pártjának csak egyetlen jelöltje, Milan Ogrizović lett képviselő, Frank társai között felerősödött a vágy, hogy „visszatérjenek” Ante Starčević irányvonalához, melyet Mile Starčević meg is tett. Így 1908. április 24-én a Tiszta Jogok Pártjában szakadás történt. Ennek oka az volt, hogy egyes jogpártiak egy teljesen független Horvátországot akartak, anélkül, hogy Bécsre támaszkodnának. Mile Starčević, David Starčević, Luka Starčević, Ante Pavelić, Franjo Kurfin és Ivan Peršić kiléptek a Tiszta Jogok Pártjából. Ez a csoport új pártot alapított, melynek a neve Starčević Jogok Pártja (Starčevićeva stranka prava) lett. Mile Starčević halála után 1917-ben ő lett a párt elnöke.
1918. március 2–3-án Pavelić elnökölt a zágrábi határozatot előkészítő konferencián. 1918. október 5-én ő elnökölt a Szlovének, Horvátok és Szerbek Nemzetgyűlésének első ülésszakán is.  Amint Magyarország 1918. október 13-án fegyverszünetet írt alá a szövetségesekkel, Pavelić és társai azonnal tárgyalni kezdtek Dušan T. Simović szerb nemzetgyűlési megbízottal. Simović azt mondta, hogy katonai győzelmük és a Magyarországgal kötött szerződés jogot adott nekik ahhoz, hogy a Szlovén–Horvát–Szerb Állam területének legnagyobb részét birtokba vegyék, míg Pavelić azt mondta, hogy ők egyesülést akarnak Szerbiával, de ehhez szükségük van egy szövetségi államra, valamint a horvát és szerb lakosság elhatárolására, amely feltételez egy lakosságcserét. Simović visszautasította a föderalizációról szóló beszédet, Pavelić pedig engedett, és nem volt további vita egyik kérdésről sem. Október 19-én Pavelić a horvát parlament alelnöke lett. Pavelić írta a horvát parlament 1918. október 29-iki nyilatkozatát, amely hivatalosan elismerte a horvát nemzetgyűlés Horvátország feletti hatalmát. A horvát nemzetgyűlés 1918. október 29-én határozatot hozott egyfelől a Horvát Királyság, Szlavónia és Dalmácia, másrészt a Magyar Királyság és az Osztrák Birodalom között fennálló minden állami-jogi kapcsolat és kapcsolat felszámolásáról. Ezzel egy időben megalakult a szerb-horvát-szlovén állam, mely a mai Szlovéniából, Horvátországból, Bosznia-Hercegovinából és a Vajdaságból állt. Az újonnan létrejött államban minden hatalmat az Anton Korošec, Ante Pavelić és Svetozar Pribićević vezette Nemzeti Tanács vette át.
Ez a Nemzeti Tanács aztán államcsínyt hajtott végre, és a horvát parlament tudta és jóváhagyása nélkül 1918. december 1-jén tisztelgő küldöttséget menesztett Belgrádba, hogy átadja a hatalmat Sándor szerb régensnek. A rövid életű állam így megszűnt, Szerbiával és Montenegróval való egyesülése pedig létrehozta a Szerb-Horvát-Szlovén Királyságot. A parlamenti közgyűlés küldöttjeként 1918. december 1-jén Pavelić olvasta fel a Szlovének, Horvátok és Szerbek Államának a Szerb Királysággal való egyesüléséről szóló nyilatkozatot.  Később Pavelić csatlakozott a Demokrata Párthoz, majd 1932-ben a Jugoszláv Királyság Szenátusának elnöke lett. 1935-ban megírta a Nemzeti Tanács létrehozása című brosúrát. 1938. február 11-én hunyt el Zágrábban.

## Fordítás
Ez a szócikk részben vagy egészben  az   Ante Pavelić (1869–1938) című angol Wikipédia-szócikk ezen változatának fordításán alapul.  Az eredeti cikk szerkesztőit annak laptörténete sorolja fel. Ez a jelzés csupán a megfogalmazás eredetét és a szerzői jogokat jelzi, nem szolgál a cikkben szereplő információk forrásmegjelöléseként.